# Tomasz Bracichowicz
Tomasz Bracichowicz (ur. 8 września 1967 w Kielcach) – polski muzyk rockowy. Gra na instrumentach klawiszowych i gitarze. Jest także kompozytorem, oraz producentem muzycznym programów telewizyjnych (Duże dzieci, Mój pierwszy raz, Podróże z żartem, Przebojowe Polki, Sabat Czarownic, Kabaretowe wakacje z duchami, Kabaretożercy, Hit dekady, Daniec z gwiazdami). Członek Akademii Fonograficznej ZPAV. Członek zwyczajny Stowarzyszenia Autorów ZAIKS.

## Życiorys
Jest absolwentem Wydziału Historii Akademii Świętokrzyskiej. W latach 1988–1989 występował w rockowym zespole IRA, z którym nagrał płytę IRA, wydaną w grudniu 1989 roku. Wystąpił gościnnie na płycie 1993 rok, grając w utworze „Wiara” na fortepianie oraz na jubileuszowym koncercie z okazji 15-lecia istnienia zespołu, który się odbył 25 września 2003 roku w radomskim amfiteatrze.
Od 1992 roku jest członkiem i współzałożycielem zespołu Mafia z którą nagrał płyty: Mafia 1993, Gabinety 1995, FM 1997, Mafia 99 1999, Vendetta 2005, Ten świat nie jest zły 2014. W latach 2009–2013 był producentem i kierownikiem zespołu Izabeli Trojanowskiej.

## Dyskografia
- 1989 – IRA – IRA
- 1993 – IRA – 1993 rok
- 2004 – IRA – Live 15-lecie
- 1993 – Mafia – Mafia
- 1995 – Mafia – Gabinety
- 1997 – Mafia – FM
- 1999 – Mafia – Mafia 99
- 2005 – Mafia – Vendetta
- 2006 – Mafia – „Życie takie jest”- singiel
- 2006 – De Mono – Listy wiatrem unoszone
- 2008 – Mafia – „Miasto łez” – singel
- 2010 – Mafia – „Wielki mały cud” – singel świąteczny
- 2011 – Izabela Trojanowska – „Życia zawsze mało”
- 2012 – Mafia – „Od sabatu do ornatu” – musical
- 2012 – Mafia – „Krótka piosenka o futbolu, czyli Złoto dla zuchwałych”- singiel związany z EURO 2012
- 2013 – Mafia – „Od Łysicy do Wiślicy” – musical
- 2013 – Tomasz Korpanty – „Lot 3131” – singiel
- 2014 – Mafia – „Ten świat nie jest zły” – album
- 2018 – Mafia – „Będę” – singiel
- 2019 – Mafia – „Ona tak ma” – singiel ( https://www.youtube.com/watch?v=tqNYS_I593U )
- 2021 – Mafia – „Niebo znajdę w Tobie” – singiel[6]
- 2021 – Ornette – Możesz wszystko[7]

## Producent muzyczny
- 2005–2007 – Mój pierwszy raz
- 2005–2008 – Duże dzieci
- 2006–2008 – Podróże z żartem
- 2007 – Przebojowe Polki
- 2008 – Przebojowe dzieci
- 2009 – Zagadkowa blondynka
- 2009 – Duety rocku
- 2010 – Hit dekady
- 2010 – Telewizyjny koncert „Sabat Czarownic 1"
- 2010 – Kabaretożercy – kabaretowy cykl telewizyjny
- 2010 – Telewizyjny koncert z okazji 10-lecia serialu „M jak miłość”
- 2010 – Telewizyjny koncert świąteczny „Chwała na wysokości”
- 2011 – Telewizyjny koncert „Sabat Czarownic 2011”
- 2011 – Telewizyjny koncert „Kabaretowe wakacje z duchami”
- 2011 – „Między nami Polakami” – Program świąteczny TVP2
- 2012 – „Od sabatu do ornatu” – musical
- 2012 – „Daniec z gwiazdami, czyli Euro Show” – cykl TVP1
- 2012 – „Gwiazdy na urodzinach Koziołka Matołka” – koncert TVP1
- 2012 – Telewizyjny koncert „Sabat Czarownic 2012”
- 2012 – Telewizyjny koncert „Kabaretowe wakacje z duchami” – Krzyżtopór 2012
- 2013 – „Ale mądrale!” – cykl TVP1
- 2013 – „Od Wiślicy do Łysicy” – Widowisko słowno-muzyczne
- 2013 – Telewizyjny koncert „Sabat Czarownic 2013”
- 2013 – Telewizyjny koncert „Kabaretowe wakacje z duchami 3"
- 2014 – Telewizyjny koncert „Sabat Czarownic 2014”
- 2014 – Telewizyjny koncert „Kabaretowe wakacje z duchami 4" – Przemyśl 2014
- 2015 – Telewizyjny koncert „Sabat Czarownic 2015”
- 2016 – „Happy Day” – koncert inaugurujący Światowe Dni Młodzieży
- 2017 – „Happy Day 2" – festiwal muzyki chrześcijańskiej
- 2017 – „Wódz" - widowisko muzyczne wystawione z okazji setnej rocznicy urodzin Józefa Piłsudskiego
- 2018 – „Happy Day 3" – festiwal muzyki chrześcijańskiej
- 2019 – „Happy Day 4" – festiwal muzyki chrześcijańskiej